# 通称号
通称号（つうしょうごう）は、第二次世界大戦時の大日本帝国陸軍において、部隊の名称を秘匿するために用いられた暗号名の一種。秘匿名・秘匿号・通称符とも。

## 概要
師団・独立混成旅団以上の独立した作戦能力を持つ部隊に夫々固有の漢字一字或いは二字からなる符号を付け、その隷下部隊に番号を振って区別した。漢字の符号を「兵団文字符（へいだんもじふ）」または単に「文字符」、個別の番号を「通称番号（つうしょうばんごう）」と呼称し、両者を合わせたものが「通称号」である。「陸軍部隊戦時通称号規定（陸機密第143号）」によって定められていた。
たとえば帝国陸軍航空部隊における（第3航空軍）第5飛行師団第4飛行団隷下として第二次大戦終戦を迎えた飛行第64戦隊の通称号は「高9124部隊（高第9124部隊）」であるが、この「高」は5飛師の文字符、「9124」が64戦隊の通称番号となる。これが第3飛行集団第7飛行団隷下と南方作戦開始当時の場合、64戦隊の通称号は3飛集の文字符「隼」を冠し「隼9124部隊（隼第9124部隊）」であった。
また防諜を兼ねた帝国陸軍の軍隊（軍隊とは広義の部隊を意味する）の編制単位の総称としては、総軍・方面軍・軍級は「集団」、師団・旅団級は「兵団」、連隊・飛行戦隊・大隊級は「部隊」、中隊・小隊級は「隊」の呼称が多用されており、固有の文字符が与えられる高級団隊はその文字符から「威集団（南方軍）」や「勇兵団（第2師団）」などとも称されていた。
これら通称号とは別に各陸軍部隊には主に数字とラテン文字を組み合わせた軍隊符号が存在する（例：第1挺進集団、軍隊符号「1RD」・文字符「鸞」。第13飛行師団、軍隊符号「13FD」・文字符「隼魁」）なお、陸軍と違い規模や編制が異なる海軍は通称号を使用しなかった。

## 制定の過程
平時にあっては内地に常設師団があり、司令部や衛戍地の位置が決まっているため部隊名称を秘匿する必要は薄いが、戦時には編制・兵種（兵科）・動員について敵軍に推知される恐れがあるため部隊の正式名称を秘匿した。満洲事変までは特に部隊名は秘匿しなかったが、1937年（昭和12年）9月1日の「動員部隊の称呼名に関する件」制定により、外地（戦地）にある部隊を部隊指揮官の姓から「山田部隊」や「鈴木部隊」とした。この方式では戦争が激化し指揮官の異動や戦死が多くなるとその都度変えなければならず、1940年（昭和15年）9月10日の「昭和16年度陸軍動員計画令細則」から漢字一字からなる「兵団文字符（文字符）」を師団・独立混成旅団などの独立した作戦能力を持つ単位に割り当て、その隷下部隊には数字3桁から5桁の「通称番号」を割り当てた。その上級部隊が変更されると隷下部隊の文字符は当然変更されるが、通称番号は原則固有のものであり変更されない。
例として、1938年（昭和13年）の日中戦争（支那事変）当時に治安維持を目的として編成された三単位制師団で、満洲に派遣されのちにノモンハン事件に動員された第23師団の場合、ノモンハン事件時の秘匿名は師団長小松原道太郎陸軍中将の姓から「小松原兵団」と呼ばれたが、のちの太平洋戦争（大東亜戦争）時は「旭兵団」となっている。

## 文字符
これらの通称号は外地のみならず、軍管区隷下の内地部隊や、留守部隊（外地動員中の主部隊へ兵員等補充のため内地衛戍地に設置される部隊）にも割り当てられた。内地部隊の文字符は軍管区の名称を使用する（例：中部軍管区は「中部（中部第○○部隊）」）。
太平洋戦争も末期になると兵団の編成数が増えると同時に一文字の文字符が足りず、漢字二字からなる文字符が作られた。例として、1945年（昭和20年）編成の第135師団が「真心」、第138師団は「不動」だった。
本来文字符は部隊正式名称の秘匿が目的であるが、中には古参の常設師団を中心に編成地や兵種が類推できるものもあり、一種の愛称とも言えるものもあった。宮城守衛の近衛師団は「宮」、東京の第1師団は「玉」、大阪の第4師団は「淀」、広島の第5師団は「鯉」、北海道の第7師団は「熊」、戦車第4師団の「鋼」、第2飛行師団の「鷲」、第3飛行師団の「隼」、第4飛行師団の「翼」、第10飛行師団の「天翔」、高射第1師団の「晴」などでそれぞれ関連性が窺える。また、第1総軍の「東方」と第2総軍の「西方」のように、編成地のみならず防衛担当地域を表した文字符も存在した。
これら通称号を定める規則は、1945年4月20日制定の「陸軍部隊戦時通称号規定（陸機密第143号）」によって改められた。
なお、作戦上の都合から、正規の文字符の代わりに臨時の略号を使用した例がある。例として、大陸打通作戦時の第12軍では、第12軍「礼信」（仁）、第37師団「光」（冬）、第62師団「旭」（石）、第110師団「岩」（鷺）、戦車第3師団「虎」（滝）、独立混成第7旅団「山」（北）のように一部部隊には秘匿略号が割り当てられた（（　）内は本来の兵団文字符）。

## 内地
将兵の家族が戦地に郵便・電報を送る場合にはこの通称号を記して送った。通称号は終戦後、未帰還兵を探す手掛りの一つとなり、家族は厚生省（現厚生労働省）において通称号から所属部隊を参照した。